# جایزه اشتایگر
جایزه اشتایگر یا Der Steiger یک جایزه بین‌المللی است که در سال ۲۰۰۵ تأسیس شد و سالانه توسط سازمان جایزه مستقر در بوخوم آلمان ارائه می‌شود. این عنوان به steiger (سرکارگر معدن) اشاره دارد که منعکس کننده ویژگی‌های مسئولیت پذیری، صداقت، صراحت و سخت کوشی است که در منطقه روهر که در آن جایزه اهدا می‌شود ارزش دارد.
این جایزه با ابتکار خصوصی ایجاد شد و سالانه به افرادی اهدا می‌شود که به‌خاطر موفقیت‌هایی در امور خیریه، موسیقی، فیلم، رسانه، ورزش، محیط‌زیست و ساختن جامعه اروپایی برجسته هستند.
برندگان گذشته عبارتند از: فرح پهلوی، ننا، اگون بار، اودو یورگنس، ژان کلود یونکر، بوریس بکر، دیوید فراست، باب گلداف، ماکسیمیلیان شل، ریچارد چمبرلین، استفانی پاورز، رابین گیب، کریستوفر لی، مارک روجرن دی، ماین رولوس دی می‌فلر -میشل ژار، بانی تایلر و پیتر لیندبرگ.